# (27429) 2000 FL8
(27429) 2000 FL8 est un astéroïde de la ceinture principale d'astéroïdes découvert en 2000.

## Description
(27429) 2000 FL8 a été découvert le 28 mars 2000 à l'observatoire Farpoint, à Eskridge, dans l'État américain du Kansas, par l'Observatoire Farpoint.

### Caractéristiques orbitales
L'orbite de cet astéroïde est caractérisée par un demi-grand axe de 2,44 UA, un périhélie de 2,26 UA, une excentricité de 0,07 et une inclinaison de 4,96° par rapport à l'écliptique. Du fait de ces caractéristiques, à savoir un demi-grand axe compris entre 2 et 3,2 UA et un périhélie supérieur à 1,666 UA, il est classé, selon la JPL Small-Body Database, comme objet de la ceinture principale d'astéroïdes.

### Caractéristiques physiques
(27429) 2000 FL8 a une magnitude absolue (H) de 14,5 et un albédo estimé à 0,053.